# Kaakloze vissen
De kaakloze vissen (Agnatha) vormen een parafyletische groep binnen de Chordata. Ze worden vaak onderscheiden van de echte vissen, die dan behoren tot de Gnathostomata (Vertebrata) (gewervelden met kaken).

## Taxonomie
In de traditionele taxonomie vormen de Agnatha een superklasse met daarbinnen de slijmprikken (Myxini) en de Cephalaspidomorphi (gewone prikken, inclusief een reeks fossiele soorten) in ieder een eigen klasse.
In modernere verdelingen staan de prikken en slijmprikken echter verder van elkaar af. Een belangrijk verschil is dat de echte prikken een wervelkolom hebben, en de slijmprikken niet. Er wordt daarom wel gesteld dat de echte prikken nauwer verwant zijn aan de echte vissen dan aan de slijmprikken.
Onderzoek uit 2003 wijst echter toch weer in de richting van monofylie binnen de kaakloze vissen voor de groepen van de slijmprikken en gewone prikken.
| Agnatha (kaakloze vissen) | \| \| Myxini (klasse van de slijmprikken) \| \| \| \| \| \| Cephalaspidomorphi (klasse van de prikken) \| \| \| \| |
|                           | \| \| Myxini (klasse van de slijmprikken) \| \| \| \| \| \| Cephalaspidomorphi (klasse van de prikken) \| \| \| \| |
|                           | Gnathostomat (kaakdieren)                                                                                          |
|                           | |
|                           | Myxini (klasse van de slijmprikken)                                                                                |
|                           | |
|                           | Cephalaspidomorphi (klasse van de prikken)                                                                         |
|                           | |

|  | Myxini (klasse van de slijmprikken)        |
|  |                                            |
|  | Cephalaspidomorphi (klasse van de prikken) |
|  |                                            |

## Fossiele soorten
De Agnatha vormen een relatief kleine groep, maar dat is in het geologische verleden wel anders geweest. Gedurende het Ordovicium en het Siluur beleefde de groep haar grootste bloei. De kaakloze pantservissen (Ostracodermi) uit deze periode hadden vaak een uitwendig pantser, en worden aangemerkt als de voorouder van de kraakbeenvissen (haaien en roggen). Een uitgestorven vissengeslacht is de Thelodus.
Een van de oudste onderklassen van de klasse Agnatha is de Conodonta.